# Ike no Taiga
Ike no Taiga 池大雅 (Tokyo, 1723 – 1776) è stato un pittore e calligrafo giapponese, nato a Kyoto durante il periodo Edo.

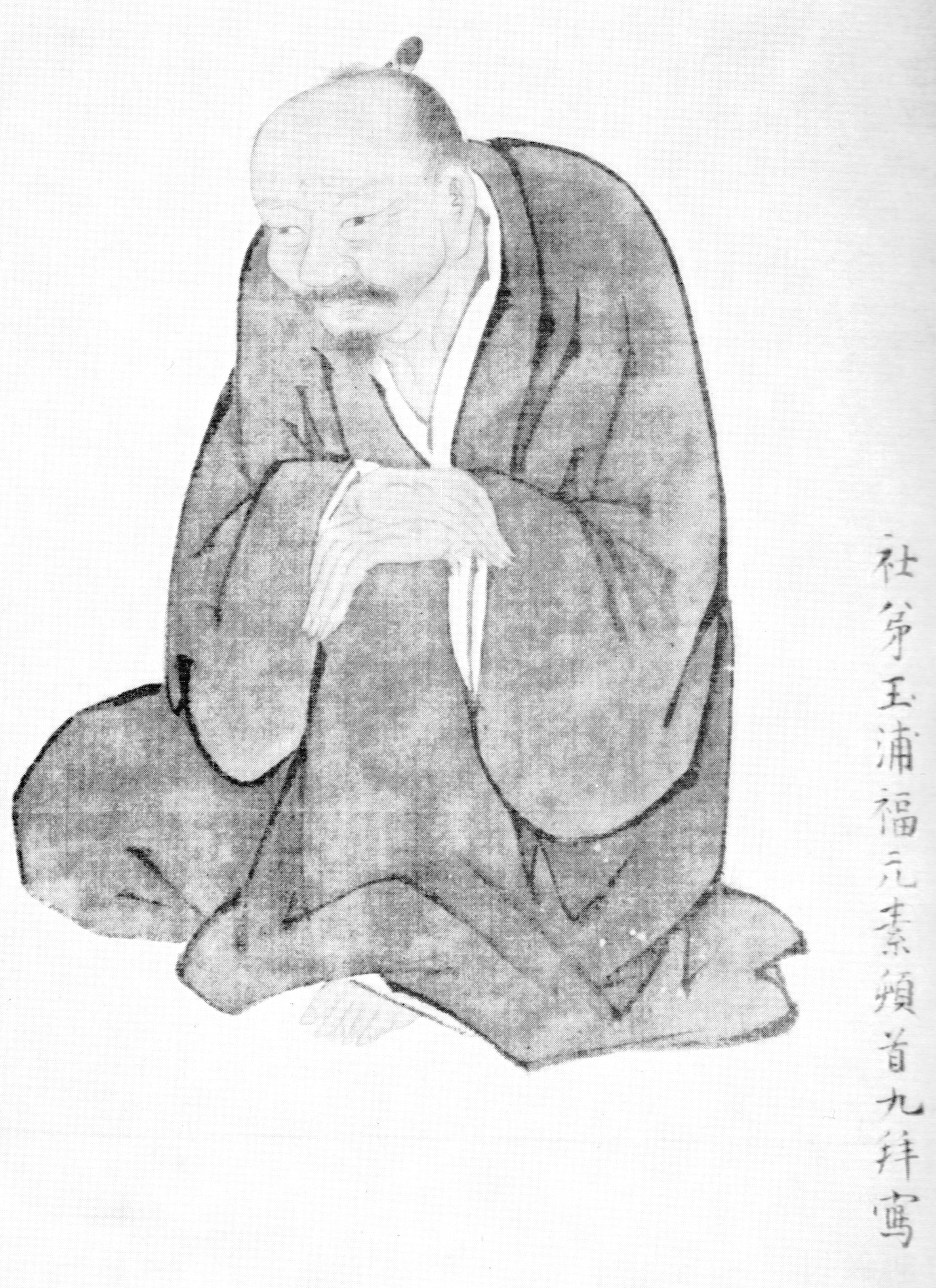
Ritratto di Ike no Taiga di Fukuhara Gogaku

Con Yosa Buson ha perfezionato il genere bunjinga (文人画, detto anche Nanga, 南画, pittura del sud). La maggior parte delle sue opere riflette la sua passione per la cultura classica cinese e per le tecniche pittoriche, sebbene nei suoi dipinti incorpori anche tecniche rivoluzionarie e moderne. Come bunjin (文人, uomo colto, letterato), Ike durante tutta la sua vita è stato vicino a molti dei più importanti circoli sociali e artistici di Kyoto e di altre parti del paese. Ha insegnato a dipingere a sua moglie Gyokuran, che a sua volta divenne una pittrice largamente affermata.

## Biografia
Ike no Taiga nasce nel 1723 a Kyoto con il nome di Ike no Matajirō da una famiglia di umili origini. Il padre, proveniente da una famiglia contadina della periferia di Kyoto, si trasferì con la moglie in città alla ricerca di migliori prospettive di vita. Trovò lavoro presso la zecca dell'argento di Kyoto, ma morì tre anni dopo la nascita del figlio. Ike viene allevato dalla madre che sulla base del talento dimostrato dal figlio sin dalla tenera età, cerca di fornirgli la migliore educazione. Egli impara a recitare fluentemente in cinese gli scritti di Confucio già dall'età di cinque anni, sotto la guida del maestro Kazuki Boan. 
All'età di sei anni viene introdotto nel tempio Obaku di Mampuku-ji, considerato al tempo il centro della cultura cinese dell'area di Kyoto, dove studia calligrafia con il monaco Seikōnin Issei (1673-1740) e riceve le lodi dell'abate Kōdō. All'età di quattordici anni apre un suo negozio, vende ventagli dipinti nello stile cinese e continua a studiare pittura. Il suo talento viene presto notato da Yanagisawa Kien (1706-1758), un samurai di alto rango della provincia di Kōriyama (a sud di Nara), probabilmente conosciuto nel tempio, che coltivava vari interessi, tra cui la pittura cinese, appresa da un monaco cinese che fu abate del Mampuku-ji. Kien diventerà il suo mentore e benefattore.
Nel 1747 Kien, in veste di vicario del Daimyo di Koriyama, organizza a Kyoto l'incontro con una delegazione di funzionari e artisti coreani in missione diplomatica. Il prestigio culturale dei pittori coreani, a loro volta largamente influenzati dalla pittura cinese, gioca un ruolo importante nella formazione di Taiga come pittore.
Nel 1748 Ike Taiga parte per una serie di viaggi, un altro importante elemento dello stile di vita bunjin, con il fine di comunicare con la natura, raccogliere ispirazione per la produzione artistica, acquisire nuove conoscenze ed esperienze. Viaggia verso nord fino a Kanazawa, per poi tornare a sud fino al Fuji, raggiungere la cima, e tornare nuovamente verso nord attraverso Nikko, Sendai e la baia di Matsushima. I paesaggi che vedrà in questo e altri viaggi influenzeranno il suo stile pittorico per tutta la sua vita. 
Prima di tornare a Kyoto si ferma per un mese a Edo (oggi Tokyo), dove accetta diverse commissioni per decorazioni su porte scorrevoli, e prende parte a varie esibizioni di pittura dal vivo che gli assicureranno molta fama. A Edo si avvicina all'arte olandese attraverso gli studiosi Rangaku, come il noto botanico e farmacologo dell'epoca Noro Genjō (1693-1761). Una delle tecniche praticate da Taiga era quella di dipingere con le dita (shiboku), le unghie, o il palmo della mano al posto del pennello. Noro Genjō, dopo aver assistito ad un'esibizione di Taiga, scrive nel suo diario che "dipingeva con le dita in modo da trasmettere lo spirito".
 

Nel 1749 Taiga scala il Tateyama e l'Hakusan; avendo già raggiunto la cima del Fuji l'anno precedente, si farà chiamare "San-Gaku Dōja" (pellegrino delle tre cime).

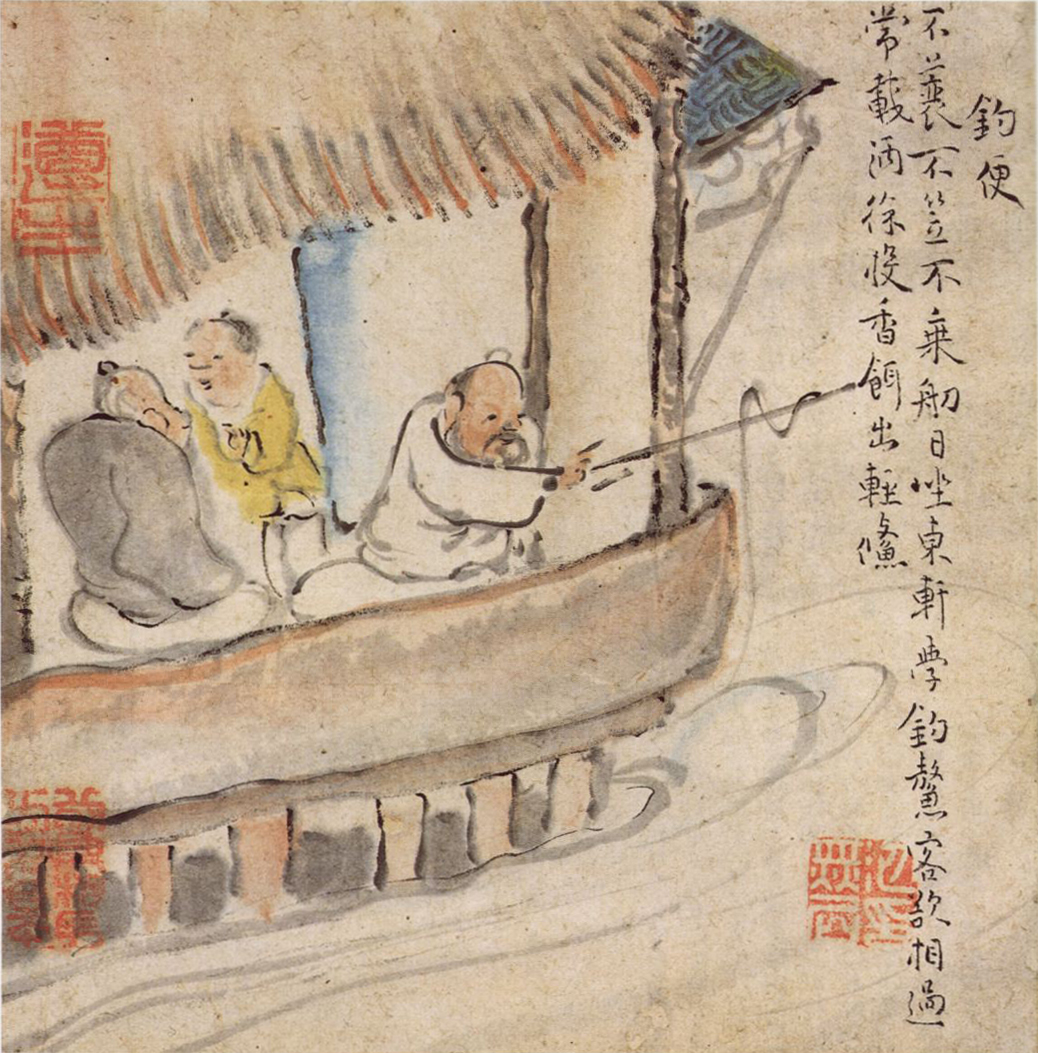
Chobenzu (1771) di Ike Taiga, uno dei dieci dipinti del Juben-Jugijo

Spesso Ike collaborava con i suoi colleghi su opere d'arte in comune: il Jūben jūgi-jō (Ten Conveniences and Ten Facilities, 1771) è un esempio di queste collaborazioni: illustrato da Taiga e Yosa Buson, e contenente il testo dello scrittore cinese Li Yu (1611-1606), acclama e celebra una vita di piaceri semplici e di comunione con la natura.L'opera è ritenuta ancora oggi una visione esemplare della filosofia bunjin. 
Nel 1750 incontra a Wakayama il poeta, calligrafo e pittore Gion Nankai, Bunjin di spicco, che diventerà suo mecenate.
Negli anni Cinquanta del 1700, nonostante il suo discreto successo, Taiga si trova a far fronte a diversi problemi finanziari. Sposa Tokuyama Gyokuran (Ike Gyokuran, dopo il matrimonio), figlia di una poetessa di nome Yuri che gestiva una casa da tè nel quartiere di Gion, a Kyoto. Gyokuran stessa era una poetessa waka e probabilmente Taiga la conobbe durante la vendita delle proprie opere in quel quartiere. È anche probabile che Yuri sia stata importante nella relazione tra i due, in quanto la sua casa da tè a Gion era famosa nell'ambiente artistico. Dopo il matrimonio, Taiga e Gyokuran condivisero uno studio sopra la casa da tè, influenzandosi reciprocamente nella loro produzione artistica. Taiga imparò a comporre waka e insegnò alla moglie la pittura Bujinga. I due sono menzionati nelle edizioni del 1768 e del 1775 dell'Heian JImbutsu-Shi (persone di spicco a Heian), una guida ai pittori contemporanei di Kyoto, come artisti e calligrafi famosi.
Nel 1760 Ike compie un altro viaggio di ascesa ad alcune montagne sacre, tra cui Halcusan, Tatcyama e Fuji con gli amici Kan Tenju e Ko Fuyo. Il resoconto sarà descritto in Sangaku Kiko. Gli anni '60 del 1700 rappresentano la maturità artistica di Taiga, divenuto un pittore affermato. Egli non compie più molti viaggi verso le periferie per via delle innumerevoli commissioni che riceve, molte delle quali provenienti da studenti di calligrafia e pittura che cercavano modelli da copiare. In questo periodo accetta commissioni da templi sia lontani che vicini. In particolare realizza una serie di porte scorrevoli per il Jishō-jii, noto anche come Ginkaku-ji, un tempio a Oita nel Kyushu. Dipinge anche pareti e porte per il tempio Henjō Kō-in sul monte Koya e per il Mampuku-ji a Uji, per il quale realizza quello che probabilmente risulta essere il suo componimento più famoso.
Dal 1770 Taiga si destreggia in opere di dimensioni più ridotte. Produce svariate pergamene decorative e alcuni lavori di calligrafia, in particolare una serie di Sutra. Dona una generosa somma di denaro per la ristrutturazione del santuario di Gion, al quale era particolarmente devoto e produce svariati lavori pittorici e calligrafici da lasciare in eredità alla moglie, perché potesse contare su qualcosa da vendere per mantenersi dopo la sua morte.
 

Taiga muore nel 1776, all'età di 53 anni. La sua tomba si trova a Kyoto, al tempio Joko-Ji.

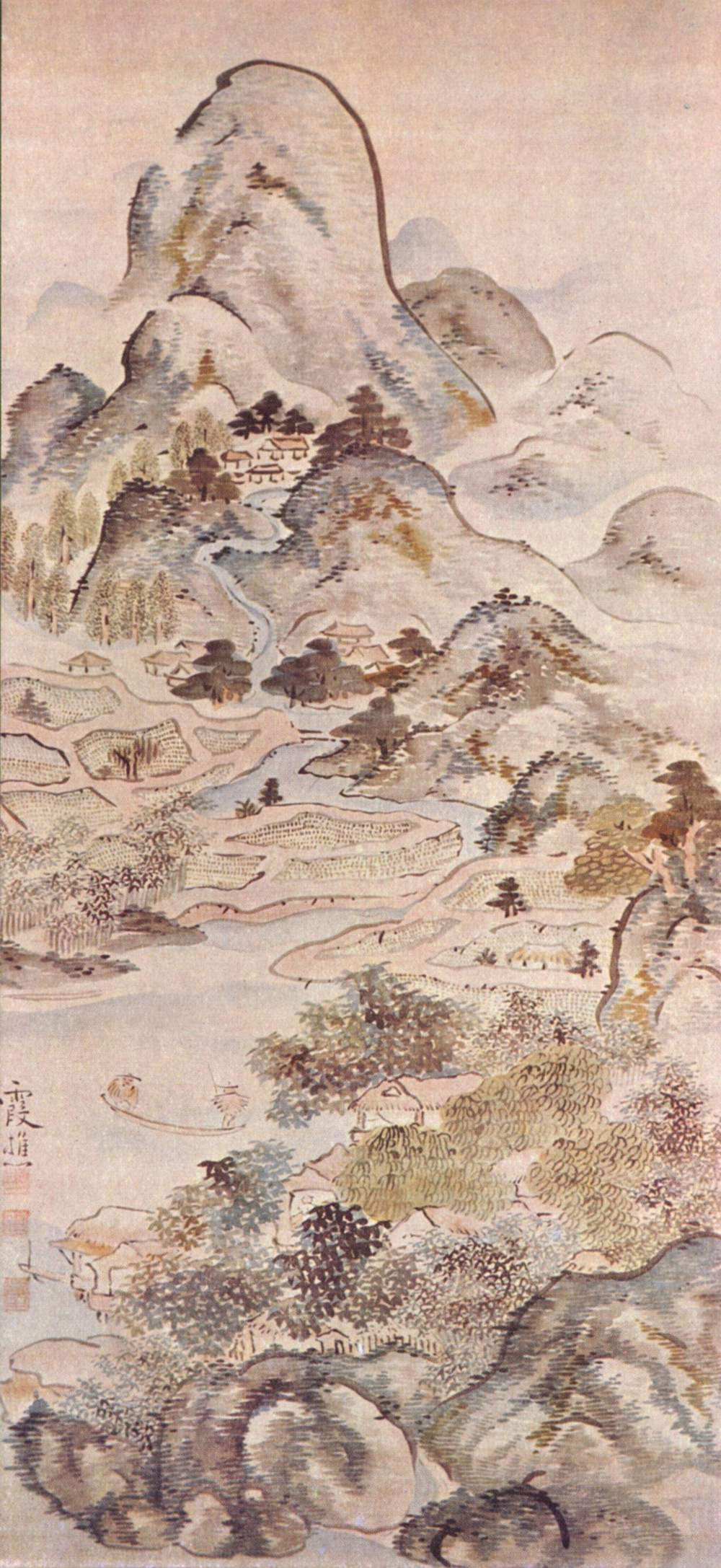
Ike no Taiga, Pesca in primavera, Cleveland Museum of Art

## La pittura Nanga
Taiga si fece interprete di uno stile di pittura importato in Giappone dai letterati e burocrati cinesi che trovarono asilo a Nagasaki dopo la caduta della dinastia Ming nel 1644, e che portarono con sé molti scritti, manuali d'arte e dipinti. Lo Shogunato Tokugawa apprezzò questa influenza culturale, in quanto di stampo confuciano, filosofia che si rivelò funzionale al mantenimento del proprio dominio. Questo stile di pittura era stato denominato dal pittore e teorico dell'arte cinese Dong Qichang (1555-1636) "scuola del sud", in contrapposizione allo stile di pittura cinese più accademico, noto come "scuola del nord". In Giappone fu poi tradotto in Nanga (南画, pittura del sud) o Bujinga (文人画, pittura degli uomini colti).
Taiga entrò in possesso di svariati manuali di pittura, tra cui il Bazhong Huapu (noto in Giappone come "Hasshu Gafu"), presumibilmente tramite Yanagisawa Kien, la cui influenza sui suoi lavori si nota sin dai primi dipinti in cui sono rappresentati vasti paesaggi, ispirati dagli insegnamenti dei maestri cinesi. Un altro manuale con cui venne in contatto e da cui trasse ispirazione fu il Jieziyuan Huazhuan (Manuale del giardino grande come i semi di senape, 1679), che agì per Taiga come per molti altri come fonte di immagini, teoria della pittura e di istruzione tecnica. Riuscire a imparare a dipingere dai manuali dava a Taiga l'idea di seguire le orme di grandi maestri, in particolare Mi Fu (1051-1107), e il figlio Mi Youren (1075-1151). Taiga affermerà di essere in debito allo "stile Mi" per tutta la vita.
Egli studiò molti dipinti cinesi, alcuni dei quali venivano copiati a mano da artisti cinesi in epoca Ming. In vita riuscì anche a vedere in prima persona alcuni dipinti originali di pittori di tardo periodo Ming, come Zhang Ruitu (1570-1641) e Tang Yin (1470-1523). I manuali stampati su legno importati dalla Cina lo ispirano a documentare i suoi viaggi attraverso la natura tramite pitture monocrome. Usando la pittura Nanga come punto di partenza, Taiga incorporò gli stili della tradizione di Tosa, lo stile decorativo di Korin e Sotatsu, la tradizione paesaggistica di Sesshu, sintetizzandoli in una tecnica personale. A partire dagli anni Sessanta i suoi schizzi superstiti suggeriscono che l'artista si sta muovendo in una nuova direzione, cercando di dipingere le montagne come le aveva viste di persona, senza ricorrere alle formule della tradizione cinese già sperimentate. 
Asamadake shinkei-zu ( 朝熊嶽真景図 ), che ritrae una vista panoramica del Monte Asama con il Monte Fuji intravisto in lontananza, ne rappresenta un esempio: i piccoli tratti che danno consistenza alla montagna, le rocce che affiorano a sinistra, gli alberi composti da piccoli punti, e tratti brevi, provengono direttamente dal Jieziyuan Huazhuan, ma del tutto inedito è l'uso del blu chiaro nella parte superiore, il primo cielo blu nella pittura giapponese.

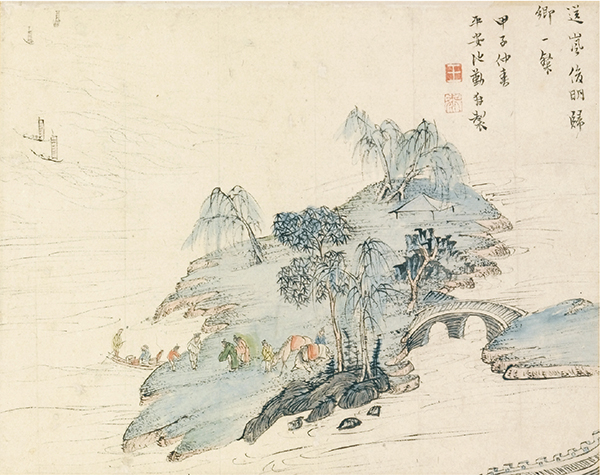
Salici a Weicheng, Ike no Taiga

Taiga rende popolare in Giappone il termine "shinkei" (veduta vera), riferito a paesaggi reali, come li vedeva lui stesso nei suoi viaggi, e di cui intendeva assorbire e trasmettere la realtà essenziale (shin). Con lui questo concetto diviene l'elemento integrale del nuovo Giappone. 
I suoi dipinti si arricchiscono di tecniche tipiche della pittura giapponese, come il tarashikomi (垂らし込み, gocciolare dentro), divenuto popolare tra gli artisti della scuola Rinpa, basato sull'applicazione di un secondo strato di inchiostro prima che il precedente si asciugasse. Fa anche uso di un metodo pittorico noto come Katabokashi (形暈し, sfumare la figura), che consisteva nell'intingere con più inchiostro una metà del pennello per ottenere un effetto sfumato. L'abilità di Taiga nell'assorbire elementi da stili diversi di pittura e combinarli artisticamente lo rende un pittore unico nel suo genere. La tridimensionalità che egli dava ai suoi paesaggi sembra addirittura indicare una sottile influenza della pittura occidentale, riscontrabile in dipinti come la panoramica sul monte Asama, che donò a Gion Nankai nel 1751.
Come i letterati cinesi, anche Taiga dipingeva spesso pergamene verticali, con paesaggi composti in maniera elaborata per sfruttare al meglio lo spazio allungato. Per riuscire in questo intento, egli rappresentava spesso cascate e alberi e altri elementi verticali. I dipinti di paesaggi erano spesso influenzati dagli innumerevoli viaggi che fece nel corso della sua vita, come le scalate sul Fuji e altre alture del Giappone, o i viaggi a Tokyo (allora Edo). Molti dei suoi dipinti sono vedute dall'alto, a differenza della tradizione Nanga.